# Caterpillar Valley Cemetery
Caterpillar Valley Cemetery is een Britse militaire begraafplaats met gesneuvelden uit de Eerste Wereldoorlog, gelegen in de gemeente Longueval in het Franse departement Somme in de regio Hauts-de-France. De begraafplaats werd door Herbert Baker ontworpen en ligt 950 m ten westen van het centrum van Longueval. Ze heeft een rechthoekig grondplan met een oppervlakte van ongeveer 14.695 m² en is omgeven door een beukenhaag. Aan de straatzijde wordt de begraafplaats begrensd door een lage natuurstenen muur met dezelfde hoogte als het loopniveau van de begraafplaats. De toegang wordt gevormd door een poortgebouw met zadeldak en een zevental treden. Langs de oostelijke zijde staat het Caterpillar Valley (New Zealand) Memorial met er voor, op een verhoogd terras, de Stone of Remembrance. Het Cross of Sacrifice staat centraal tegen de westelijke zijde. Centraal aan de zuidelijke zijde (achterzijde) staat een schuilgebouw met zuilen (loggia) en een rustbank. De begraafplaats wordt onderhouden door de Commonwealth War Graves Commission.
Er liggen 5.568 doden begraven waarvan 3.796 niet meer geïdentificeerd konden worden.

## Geschiedenis
Van west naar oost in de richting Guillemont, loopt een vallei dat door de Britse troepen Caterpillar Valley werd genoemd en een bos met de naam (Caterpillar Wood). Dit gebied werd eind juli 1916 na hevige gevechten door de Commonwealth troepen veroverd maar ging terug verloren tijdens het Duitse lenteoffensief in 1918. Het werd uiteindelijk door de 38th (Welsh) Division heroverd op 28 augustus 1918. Toen startte men ook met de aanleg van één perk met 25 graven van de 38th Division en de 6th Dragoon Guards op deze begraafplaats. Na de wapenstilstand werd de begraafplaats gevoelig uitgebreid toen men meer dan 5.500 doden verzamelde vanuit enkele kleinere begraafplaatsen en de omliggende slagvelden. Deze begraafplaatsen waren: Clark’s Dump Cemetery en Martinpuich Road Cemetery in Bazentin, Snowdon Cemetery in Bazentin-le-Grand, Ginchy German Cemetery in Ginchy, McCormick’s Post Cemetery in Flers en Welsh Cemetery in Longueval. De grote meerderheid van deze gesneuvelden vielen in de vele gevechten tijdens de Slag aan de Somme in de herfst van 1916 en de anderen gedurende het geallieerde eindoffensief van augustus en september 1918.
Er rusten nu 5.229 Britten, 8 Canadezen, 100 Australiërs, 213 Nieuw-Zeelanders en 18 Zuid-Afrikanen. Voor 32 slachtoffers werden Special Memorials opgericht omdat hun graven niet meer gelokaliseerd konden worden en men aanneemt dat ze zich onder de naamloze grafzerken bevinden. Drie andere slachtoffers die oorspronkelijk in McCormick’s Post Cemetery begraven waren worden eveneens met een Special Memorial herdacht omdat hun graven door artillerievuur werden vernietigd en niet meer gevonden werden.

## Onbekende soldaat
Op 6 november 2004 werden de stoffelijke resten van een onbekende Nieuw-Zeelandse soldaat door leden van de Commonwealth War Graves Commission opgegraven en na een plechtige ceremonie aan het (New Zealand) Memorial naar het graf van de Onbekende Soldaat in het National War Memorial in Wellington, Nieuw-Zeeland, overgebracht. Op de plaats van zijn graf staat een zerk met volgende tekst in het Maori en Engels: The former grave of a New Zealand soldier who was laid to rest in the thomb of the unknown warrior at the National War Memorial in Wellington New Zealand

## Graven

### Onderscheiden militairen
- William Drysdale, luitenant-kolonel bij de Royal Scots, 2nd Bn. Commanding 7th Bn. Leicestershire Regiment werd onderscheiden met de Distinguished Service Order (DSO).
- de kapiteins John Brine Mitchell en Alfred George Hayman en de luitenants W. White, Thomas Johnson en Samuel Raymond Thurnhill werden onderscheiden met het Military Cross (MC).
- compagnie sergeant-majoor Edward Henry Egerton werd onderscheiden met de Meritorious Service Medal (MSM).
- de onderluitenant A.J. Cunningham, de sergeanten R. Phillips, William Arthur Roulston en W.H. Chapman en de korporaals Alfred Westacott, H.D. Skeels en P. Wardlaw werden onderscheiden met de Distinguished Conduct Medal (DCM).
- er zijn nog 24 militairen die de Military Medal (MM) hebben ontvangen.

### Minderjarige militairen
- schutter Horace Twigger van de New Zealand Rifle Brigade was 16 jaar oud toen hij op 29 september 1916 sneuvelde.
- de soldaten W. Jessieman en E. Johnson van de Cameronians (Scottish Rifles); soldaat L.N. Godwin van het Gloucestershire Regiment; soldaat J. Harris van het Cheshire Regiment en schutter James Arncliffe Burdon van het King's Royal Rifle Corps waren 17 jaar oud toen ze sneuvelden.

### Aliassen
- korporaal Arthur Plowman diende onder het alias Arthur Ploughman bij het Northamptonshire Regiment.
- soldaat Thomas Brown diende onder het alias T. Smith bij de The King's (Liverpool Regiment).